# Bugulma
Bugulma (oroszul: Бугульма, tatár nyelven (Бљгелмђ) város Oroszországban, Tatárföldön, a Bugulmai járás székhelye. 
Népessége: 89 204 fő (a 2010. évi népszámláláskor).

## Elhelyezkedése
Tatárföld délkeleti részén, Kazanytól 333 km-re, a Bugulma-belebeji-hátságon, a Zaj és a Bugulminka folyó egyesülésénél fekszik. Vasútállomás az Uljanovszk–Ufa vonalon. A város szélén vezet az R239-es Kazany–Almetyjevszk–Orenburg főút, és  a várostól 10 km-re északra terül el a repülőtér, mely az egész olajtermelő körzet légi összeköttetését szolgálja.

## Népessége
| Év   | Népesség |
| ---- | -------- |
| 1897 | 7.6      |
| 1926 | 14.2     |
| 1939 | 24.9     |
| 1959 | 61.0     |
| 1970 | 72.4     |
| 1979 | 80.5     |
| 1989 | 89.6     |
| 2002 | 93.0     |
| 2010 | 89.204   |

## Története
A város neve a tatár begelme ('kanyar, kanyarulat') szóból keletkezett. Írott forrás először 1736-ban említi a települést mint tatár falut. 1741-1745-ben parasztok, elítéltek és kiszolgált katonák telepedtek le itt, és szloboda (kézműves település?) alakult ki. 1781-ben ujezd székhelye lett. 1806-tól az Orenburgi-, 1851-től a Szamarai kormányzósághoz tartozott. A Kazany–Orenburg közötti útvonalon fekvő város fontos kereskedelmi központtá vált. További fejlődését biztosította az 1911-ben épült vasútvonal. 1930-ban lett az azonos nevű járás székhelye. 
Tatárföld keleti, délkeleti részeinek olajmezőit az 1940-es évek végén, 1950-es évek elején fedezték fel. 1948-ban bukkantak a legnagyobb jelentőségű tatárföldi olajmezőre Romaskino falunál, ahol a következő évben elkezdődött a termelés. A olajbányászat jelentős változásokat hozott az egész térség, köztük a város életében. Új vállalatok létesültek, a lélekszám gyorsan növekedett, fellendült az út- és lakásépítés. Ebben az időszakban jöttek létre Bugulma olajiparra alapozott iparvállalatai, építőipari és textilgyárak, élelmiszeripari kombinátok sora kezdte meg a működést.

## Gazdasága
A város mechanikai gyárát (Bugulminszkij Mehanyicseszkij Zavod) a kőolajipar igényeivel összhangban alapították 1954-ben. Az 1980-as években a Bugulma-Nyeftyemas termelési egyesülés központi gyáraként működött, napjainkban a Tatnyeft Rt. olajipari holdinghoz tartozik. A 2010-es években főként hőcserélőket, léghűtő berendezéseket állított elő kőolajfinomítók és az olajbányászat számára.
Az 1962-ben alapított elektromos szivattyúk gyára (Bugulminszkij Elektronaszoszovij Zavod) az olajbányászatban használatos merülő berendezések: villanymotorok, elektromos szivattyúk, gázszeparátorok tervezésére, gyártására és felújítására szakosodott.
A bugulmai Nyeftyeavtomatyika gyárat 1959-ben alapították olajipari készülékek, mérőműszerek gyártására.
Földtani és geofizikai kutatással, illetve a gáz- és olajbányászat szervizelésével foglalkozik a TNG-Grup nevű cég, mely a korábbi Tatnyeftygeofizika átalakításával jött létre 2006-ban.
Az olajbányászat kezdetén, 1956-ban hozták létre a városban a Tatár Olajipari Kutató- és Tervező Intézetet, mely azóta is Bugulmában működik. 1994 óta részvénytársaság, a Tatnyefty olajipari holding része.

## Kultúra
A helytörténeti múzeumot 1929-ben alapították. Két 19. században épült szomszédos épületben helyezték el, melyeket átjáró köt össze. Hét termében berendezett állandó kiállítása elsősorban a város és kisebb részben a járás történetét fogja át. 
A város érdekessége a Jaroslav Hašek Emlékmúzeum. A cseh író 1919-ben tartózkodott a városban.
Az Alekszej Batalovról elnevezett városi színház hivatalosan 1936 óta létezik, de története a század elejére nyúlik vissza. Már 1904-ben is tartottak műkedvelő előadásokat abban az ún. Népi házban, melyet erre a célra építettek. Az 1920-as években is volt műkedvelő színjátszócsoportja, ebből alakult meg 1936-ban a hivatalos színház. A háborús evakuáció idején a társulat vezetője N. A. Olsavszkaja színésznő volt, Alekszej Batalov anyja. Batalov itt kezdte színházi karrierjét, és az intézmény 2008-ban vette fel a népszerű színész nevét.